# Tańczący z wilkami (film)
Tańczący z wilkami (ang. Dances with Wolves) – amerykański western z 1990, wyreżyserowany i wyprodukowany przez Kevina Costnera, który zagrał w nim główną rolę; filmowa adaptacja powieści Tańczący z Wilkami (1988) Michaela Blake’a, opowiadająca o losach oficera United States Army, przybyłego na pogranicze, by obsadzić posterunek, i jego relacjach z grupą Indian z plemienia Dakotów.
Tańczący z wilkami okazał się produkcją o znacznych walorach i zdobył siedem Nagród Akademii, w tym w kategorii „Najlepszy film” oraz Złoty Glob za „najlepszy film w kategorii dramat”.
Uznaje się go za istotny impuls w odnowie gatunku westernowego w Hollywood. W 2007 roku Tańczący z wilkami został wybrany do zachowania w Narodowym Archiwum Filmowym Biblioteki Kongresu jako obraz „znaczący historycznie, kulturalnie i estetycznie”.

## Fabuła
Akcja filmu rozpoczyna się latem 1863 roku, gdzieś w Tennessee, na froncie zachodnim wojny secesyjnej. W szpitalu polowym znajduje się porucznik John Dunbar, oficer armii Unii, ciężko ranny w nogę. Wie, że najpewniej czeka go amputacja ranionej kończyny, słysząc rozmowę lekarzy, dla których to rutynowy zabieg, pozwalający uniknąć gangreny; woli jednak zginąć niż zostać inwalidą. Wymyka się ze szpitala, mimo iż chodzenie sprawia mu duży ból i dołącza do oddziału na polu walki, którą w tym samym czasie obserwuje ze wzgórza, ze swym sztabem, generał Tide, dowódca sił federalnych. Sytuacja jest patowa: po jednej stronie pola (St. David’s Field) stoją oddziały Unii, a po drugiej konfederaci pod dowództwem niejakiego Tuckera. Nikt z Jankesów nie chce atakować, wiedząc, że w otwartym polu mogą zostać łatwo wystrzelani przez przeciwnika. Ku zaskoczeniu wszystkich, Dunbar dosiada jednego ze stojących w pobliżu koni i zdesperowany, szukając śmierci na polu bitwy, rusza naprzeciw nieprzyjaciela, po czym skręca i przejeżdża wzdłuż konfederackiej pozycji. Żadnemu z rebeliantów nie udaje się go trafić, a żołnierze Unii wiwatują na jego cześć. Po chwili Dunbar ponownie rusza wzdłuż linii przeciwnika, przekonany, że tym razem na pewno zostanie zabity. Tak się jednak nie dzieje – żołnierze federalni, pobudzeni przykładem porucznika, rzucają się do ataku i rozbijają zaskoczonych konfederatów. Generał Tide, który też bierze udział w szaleńczym natarciu, odnajduje Dunbara i obiecuje mu, że zostanie nagrodzony i nie czeka go amputacja.
Wyleczony Dunbar otrzymuje medal, konia imieniem Cisco, na którym dokonał swego bohaterskiego czynu oraz możliwość wyboru miejsca dalszej służby. Decyduje się na zachodnie pogranicze. W Forcie Hays tamtejszy dowódca, major Fambrough, zachowujący się dziwnie i zwracający się do Dunbara per rycerzu, wysyła go do Fortu Sedgwick, pod komendę kapitana Cargilla. Dunbar wyrusza tam w towarzystwie niejakiego Timmonsa, który prowadzi wóz, wypełniony zapasami przeznaczonymi dla załogi fortu. Tymczasem chwilę po wyjściu porucznika, Fambrough popełnia samobójstwo, strzelając sobie w głowę z rewolweru.
Podczas podróży porucznik zachwyca się pięknym krajobrazem prerii, którą przemierza. Daje temu wyraz w prowadzonym przez siebie dzienniku. Zarazem jest zdegustowany prostactwem Timmonsa. Na szlaku ani razu nie spotyka Indian, choć trafia na szczątki jakiegoś człowieka przez nich zabitego.

W końcu udaje mu się dotrzeć do Fortu Sedgwick. Placówka okazuje się całkowicie opuszczona i zaniedbana. Mimo to Dunbar decyduje się na pozostanie tam i, grożąc rewolwerem, zmusza Timmonsa do wyładowania zapasów z wozu. Po jego odjeździe zostaje sam. Zabiera się do porządkowania terenu fortu, cały czas prowadząc swój dziennik. Jedyną żywą istotą, poza jego koniem, jest wilk, który zaczyna krążyć w pobliżu fortu. Porucznik nadaje mu imię „Dwie Skarpety” (Two Socks), od koloru jego dwóch przednich łap. W tym samym czasie Timmons w drodze powrotnej zostaje napadnięty i zamordowany przez kilku Indian z plemienia Paunisów.
Dunbar przez cały czas oczekuje na przybycie posiłków, choć nie narzeka na samotność. Wkrótce jednak spotyka pierwszego Indianina, który szybko ucieka na jego widok. Porucznik zaczyna obawiać się, czy nie zostanie zaatakowany i przygotowuje się na taką ewentualność. Tymczasem w położonej niedaleko wiosce, Indianie (z plemienia Siuksów) podczas narady rozmawiają o nowo przybyłym białym. Szaman Kopiący Ptak uważa, iż dzięki nawiązaniu z nim kontaktu, będzie można dowiedzieć się więcej o zamiarach innych białych i zawrzeć z nimi jakiś układ. Z kolei jeden z wojowników, Wiatr we Włosach, przekonuje iż zadawanie się z nim nie przyniesie niczego dobrego.

W ciągu następnych dni kilku indiańskich chłopców, a potem Wiatr we Włosach z towarzyszami, usiłują porwać konia porucznika, ale za każdym razem Cisco wyrywa się im i wraca do fortu. W końcu porucznik, mając dość nerwowego oczekiwania na ruch czerwonoskórych, wyrusza na ich poszukiwanie w głąb prerii. Spotyka tam indiańską kobietę, która najwyraźniej usiłuje popełnić samobójstwo. Dunbar ją powstrzymuje, ale na widok białego kobieta mdleje. Porucznik opatruje ją i zawozi do wioski, którą udaje mu się odnaleźć. Zostawia tam tylko kobietę, bowiem Indianie starają się go odegnać od swojej siedziby, nie czyniąc mu jednak żadnej szkody.
Wkrótce potem do jego fortu przybywają Siuksowie – Kopiący Ptak i Wiatr we Włosach wraz z kilkoma współplemieńcami – wysłani przez wodza, Dziesięć Niedźwiedzi. Próbują jakoś porozumieć się z porucznikiem, choć nie jest to łatwe ze względu na barierę językową: żaden z Indian nie zna angielskiego, a Dunbar nie rozumie ich mowy. Mimo to, posługując się głównie gestami, porucznik dowiaduje się, że Siuksowie niecierpliwie wyczekują pojawienia się stad bizonów. Do spotkań z Indianami dochodzi jeszcze kilkakrotnie i obie strony zaczynają odnosić się do siebie z pewną sympatią.
Jak się okazuje, pomocą w rozmowach z Dunbarem może okazać się kobieta, którą odnalazł w prerii, Wzniesiona Pięść. Zna ona angielski, bowiem jest córką osadników, którzy zginęli z rąk Paunisów, kiedy była dzieckiem. Jej udało się uciec i wychowana została przez Siuksów. Mimo pewnych oporów, Wzniesiona Pięść, po namowach Kopiącego Ptaka, zaczyna uczestniczyć w spotkaniach z Dunbarem i służyć jako tłumacz.
Zaufanie Indian porucznik zdobywa pewnej nocy, kiedy wielkie stado bizonów przebiega koło fortu. Dunbar zawiadamia o tym Siuksów, a następnie rusza wraz z nimi na polowanie. Odznacza się podczas niego, gdy celnym strzałem zabija bizona, który omal nie stratował jednego z indiańskich chłopców. Podczas wieczornych rozmów przy ognisku staje się coraz bardziej akceptowany przez członków plemienia. W trakcie kilkudniowego polowania widzi również, jak niekorzystne na Indianach wrażenie sprawia działalność białych ludzi – wraz z Siuksami trafia na prerii na mnóstwo zastrzelonych bizonów, z których jedynie zdarto skóry, a ślady kół wozów wskazują, że masakry dokonali biali „myśliwi”.
Po polowaniu Dunbar wraca do fortu, ale nie wytrzymuje w samotności zbyt długo. Od czasu do czasu odwiedza wioskę Siuksów. Otrzymuje od nich nawet tipi. Indianie nadają mu imię „Tańczący z Wilkami”, widzieli go bowiem kiedyś biegającego za wilkiem, Dwiema Skarpetami (w rzeczywistości porucznik próbował go odpędzić od fortu). Na wieść o tym, że wojownicy Siuksów wybierają się na wyprawę przeciw Paunisom, Dunbar zgłasza chęć wyruszenia z nimi. Ale Kopiący Ptak powierza mu inne zadanie: prosi go, aby strzegł jego rodziny pod jego nieobecność, co jest niemałym zaszczytem. Przez kolejne dni Dunbar pozostaje w wiosce. Przez cały czas uczy się języka Indian. Stara się też często spotykać z Wzniesioną Pięścią. Dowiaduje się, iż jest ona wdową i poślubić innego mężczyznę będzie mogła dopiero wtedy, gdy jej opiekun, Kopiący Ptak, ogłosi koniec jej żałoby.
Po upływie kilku dni okazuje się, że nadciąga grupa Paunisów, którzy liczą na łatwe zdobycie wioski, w której nie ma większości wojowników. Jednak Dunbar, na wieść o zbliżającym się niebezpieczeństwie, jedzie do fortu i przywozi ukryte karabiny wojskowe. Z pomocą tej broni i samego porucznika Indianie pokonują przeciwników. Między Dunbarem a Wzniesioną Pięścią rodzi się uczucie. Potajemnie spotykają się ze sobą, a gdy Kopiący Ptak ogłasza koniec jej żałoby, Dunbar żeni się z ukochaną, przenosi do wioski Indian i praktycznie staje się członkiem plemienia.
Jakiś czas potem Dunbar w rozmowie z Kopiącym Ptakiem ostrzega go, iż zapewne wkrótce nadciągną w te strony liczne grupy białych, które mogą być zagrożeniem dla plemienia. Wódz Dziesięć Niedźwiedzi uspokaja ich obu, stwierdzając, iż nie będą to pierwsi intruzi, których Siuksowie pokonają (pokazuje im przy tym zdobyty przez jego przodków hiszpański hełm, morion). Na wszelki wypadek plemię zaczyna przygotowywać się do wyruszenia na inne tereny, gdzie spędzi zimę. Tańczący z Wilkami, który większość swoich rzeczy dawno już zabrał z fortu, wraca tam tylko po swój dziennik. Obawia się, że informacje w nim spisane mogą zaszkodzić Indianom.
Gdy dociera do Fortu Sedgwick, wygląda on zupełnie inaczej niż rok wcześniej. Wszędzie jest pełno żołnierzy, a kilku kawalerzystów na widok „Indianina” zaczyna strzelać. Cisco ginie, a Dunbar zostaje pobity i uwięziony. W forcie wyznaje swoją tożsamość. Dla większości żołnierzy i oficerów jest jednak niewiarygodny, a jego zachowanie i indiański strój wskazują na dezercję. Jedynie porucznik Elgin stara się jakoś zrozumieć zaistniałą sytuację. Dunbar usiłuje ich przekonać, iż Indian nie należy traktować jak wrogów, ale nic to nie daje. Wspomina o swoim dzienniku, w którym opisał całą swoją służbę, który poświadcza jego tożsamość i stopień, a w którym znajduje się także pisemny rozkaz oddelegowujący go do fortu. Dziennik przywłaszczył sobie jeden z żołnierzy, prymitywny brutal i analfabeta nazwiskiem Spivey, który jednak zataił ten fakt. W końcu Dunbar zostaje zabrany pod eskortą do fortu Hays, gdzie – wedle słów żołnierzy – zostanie powieszony za dezercję. W czasie podroży żołnierze zabijają wilka, Dwie Skarpety, który z wierności podąża śladem Dunbara. Ten próbuje powstrzymać kawalerzystów, ale nie udaje mu się to; zostaje ponownie pobity. Ostatecznie dalsze pastwienie się nad nim powstrzymuje dowodzący eskortą Elgin.
Podroż nie trwa długo: przy brodzie na rzece Indianie pod wodzą Wiatru we Włosach atakują żołnierzy. Zabijają ich i uwalniają Dunbara. Następnie wszyscy wracają do wioski. Tańczący z Wilkami postanawia opuścić plemię, gdyż – jak uważa – jego obecność może doprowadzić do odwetu ze strony armii. Wzniesiona Pięść jest zdecydowana wyruszyć razem z nim. Gdy wyruszają z wioski, jeden z Indian, Dużo Uśmiechów, oddaje mu dziennik, który znalazł w rzece (wypadł zabitemu Spiveyowi z kieszeni). Odjeżdżających żegna okrzyk Wiatru we Włosach: Jesteś moim przyjacielem. W ostatnich scenach filmu widać odjeżdżającego Tańczącego z Wilkami i jego żonę oraz oddział amerykańskiej kawalerii przeszukujący teren.

## Obsada
W filmie wystąpili:
- Kevin Costner – porucznik John J. Dunbar / Tańczący z Wilkami (Šuŋgmánitu Tȟáŋka Ób Wačhí)
- Mary McDonnell – Christine / Wzniesiona Pięść (Napépȟeča Nážiŋ Wiŋ)
- Graham Greene – Kopiący Ptak (Ziŋtká Nagwáka)
- Rodney A. Grant – Wiatr we Włosach (Pȟehíŋ Otȟáte)
- Floyd Red Crow Westerman – wódz Dziesięć Niedźwiedzi (Matȟó Wikčémna)
- Tantoo Cardinal – Czarny Szal (Šiná Sápa Wiŋ)
- Otakuye Conroy – córka Kopiącego Ptaka
- Jimmy Herman – Kamienna Łydka (Íŋyaŋ Ptehíŋčala)
- Nathan Lee Chasing His Horse – Dużo Uśmiechów (Iȟá S’a)
- Doris Leader Charge – żona Dziesięciu Niedźwiedzi
- Michael Spears – Wydra (Ptáŋ)
- Jason R. Lone Hill – Robak (Waglúla)
- Charles Rocket – porucznik Elgin
- Robert Pastorelli – Timmons
- Tony Pierce – Spivey
- Larry Joshua – Bauer
- Kirk Baltz – Edwards
- Tom Everett – sierżant Pepper
- Maury Chaykin – major Fambrough
- Wes Studi – przywódca Paunisów
- Wayne Grace – major
- Michael Horton – kapitan Cargill (wersja reżyserska)
- Donald Hotton – generał Tide
- Frank P. Costanza – Tucker

## Produkcja
Tańczący z wilkami pierwotnie został napisany przez Michaela Blake’a jako wstępny scenariusz, który pozostał niesprzedany do połowy lat 80. Jednak na początku 1986 roku Kevin Costner namówił autora, w którego jedynym wcześniejszym filmie (Rycerze Stacy z 1983) zagrał, do przerobienia scenariusza westernu na powieść, by poprawić szanse na jego wyprodukowanie. Utwór odrzuciły liczne wydawnictwa, lecz ostatecznie ukazał się w edycji broszurowej w 1988 roku. Prawa do sfilmowania zakupił Costner, z myślą o wyreżyserowaniu obrazu. Właściwa produkcja, której budżet wyniósł łącznie 22 miliony dolarów, zajęła cztery miesiące, od 18 lipca do 23 listopada 1989 roku. Większość filmu nakręcono w plenerach Dakoty Południowej, głównie na prywatnych ranczach blisko Pierre i Rapid City, zaś kilka scen sfilmowano w Wyoming. Jako charakterystyczne miejsca wykorzystano Narodowy Park Badlands, Black Hills, tereny Sage Creek Wilderness i Belle Fourche River. Scenę polowania na bizony nakręcono na ranczu Triple U Buffalo Ranch, w pobliżu Fort Pierre w Dakocie Południowej, podobnie jak sceny w Forcie Sedgewick, zbudowanym na tym terenie. Angielskie napisy do dialogów, w których posługiwano się językiem Dakotów, zostały przetłumaczone przez Alberta White Hat, z katedry Lakota Studies Department Uniwersytetu Sinte Gleska.

## Odbiór
Tańczący z wilkami szybko okazał się filmem popularnym, o znacznych walorach, ostatecznie zdobywając wielkie uznanie krytyki i zarabiając 184 miliony dolarów w Stanach Zjednoczonych oraz 424 miliony dolarów z łącznej dystrybucji na świecie. Również w 2017 roku otrzymał pozytywną liczbę recenzji – 82% serwisu Rotten Tomatoes. Z kolei CinemaScore poinformował, że widzowie dali filmowi rzadką klasę A+. Z racji popularności i wywarcia trwałego wpływu na wizerunek rdzennych Amerykanów, Indianie Dakota obdarzyli Costnera honorowym członkostwem. W trakcie 63. Ceremonii wręczenia Nagród Akademii Tańczący z wilkami zyskał dwanaście nominacji i zdobył siedem spośród nich, w tym za najlepszy scenariusz, scenariusz adaptowany (Blake), najlepszą reżyserię (Costner) i najlepszy film roku. W 2007 roku Biblioteka Kongresu wybrała Tańczącego z wilkami do zachowania w Narodowym Archiwum Filmowym Stanów Zjednoczonych jako obraz „znaczący historycznie, kulturalnie i estetycznie”.
Russell Means, aktor i działacz ruchu rdzennych Amerykanów, był mniej łaskawy dla niektórych aspektów produkcji. W 2009 roku powiedział: „Pamiętacie Lawrence’a z Arabii? To był Lawrence z Równin. Najdziwniejsze w produkcji tego filmu jest to, że mieli kobietę uczącą aktorów języka Dakotów, ale język Dakotów ma męską odmianę i żeńską odmianę języka. Niektórzy z Indian i Kevin Costner mówili w sposób kobiecy. Kiedy poszedłem go zobaczyć z gronem mężczyzn Dakotów, śmialiśmy się”. Inny rdzenny Amerykanin, Michael Smith (Siuks), dyrektor corocznego Festiwalu Filmów Indian Amerykańskich w San Francisco, powiedział: „Jest wiele dobrych odczuć wobec tego filmu w społeczności indiańskiej, szczególnie wśród plemion. Myślę, że będzie bardzo trudno go przewyższyć”.
Niektóre recenzje zainspirował fakt, iż wymowa nie była autentyczna, ponieważ tylko dla jednego z aktorów był to język ojczysty. Filmowe dialogi w autentycznym języku były chwalone jako niezwykłe osiągnięcie. Jednakże inni autorzy zauważyli, iż inne, wcześniejsze anglojęzyczne filmy, jak Eskimo (1933), Wagon Master (1950) i The White Dawn (1974), również zawierały dialogi rdzennych mieszkańców.
David Sirota z „Salonu” zalicza Tańczącego z wilkami do filmów o „białym zbawcy”, jako że Dunbar „w pełni osadza się w plemieniu Siuksów i szybko staje się jego głównym obrońcą”. Argumentował:

[Użycie archetypu szlachetnego dzikusa] zapobiegawczo osłabia krytykę przewodniej historii „białego zbawcy”. Chodzi o to, że film taki jak Tańczący z wilkami nie może być nietolerancyjny czy nadmiernie „białocentryczny”, skoro przynajmniej pokazuje [postacie takie jak] Kopiącego Ptaka czy wodza Dziesięć Niedźwiedzi jako szczególnych i wyjątkowych. Nawet jeśli cała historia jest o białym facecie, który ratuje sytuację.

Pisarz Richard Grenier był ostrym krytykiem filmu, oskarżał Costnera o zakłamanie obrazu Siuksów jako pokojowych, twierdząc, że w filmie „obraz Siuksów, najbardziej krwiożerczych ze wszystkich plemion Indian z Równin, ani pacyfistów, ani ekologów, jest w każdym aspekcie fałszywy”.

### Nagrody
Oprócz tego, iż film był pierwszym westernem, który zdobył Nagrodę Akademii za najlepszy film od Cimarron z 1931 roku, Tańczący z wilkami zyskał wiele innych wyróżnień, stając się jednym z najbardziej uhonorowanych filmów 1990 roku.
Obraz i jego twórcy otrzymali następujące spośród nominacji do wyróżnień oraz nagród otrzymali m.in.:
- Nagroda Akademii Filmowej
  - nagroda za najlepszy film dla Jima Wilsona i Kevina Costnera
  - nagroda za najlepszą reżyserię dla Kevina Costnera
  - nagroda za najlepszy scenariusz adaptowany dla Michaela Blake’a
  - nagroda za najlepsze zdjęcia dla Deana Semlera
  - nagroda za najlepszy montaż dla Neila Travisa
  - nagroda za najlepszy dźwięk dla Russella Williamsa, Jeffreya Perkinsa, Billa W. Bentona, Gregory’ego H. Watkinsa
  - nagroda za najlepszą muzyką filmową dla Johna Barry’ego

- - nominacja w kategorii najlepszy aktor pierwszoplanowy dla Kevina Costnera
  - nominacja w kategorii najlepszy aktor drugoplanowy dla Grahama Greene’a
  - nominacja w kategorii najlepsza aktorka drugoplanowa dla Mary McDonnell
  - nominacja w kategorii najlepsza scenografia dla Jeffreya Beecrofta i Lisy Dean
  - nominacja w kategorii najlepsze kostiumy dla Elsy Zamparelli

- Złoty Glob
  - nagroda za najlepszy film dramatyczny dla Jima Wilsona i Kevina Costnera

- - nominacja w kategorii najlepszy aktor w filmie dramatycznym dla Costnera
  - nominacja w kategorii najlepsza aktorka drugoplanowa dla Mary McDonnell
  - nominacja w kategorii najlepsza muzyka dla Johna Barry’ego

- Srebrny Niedźwiedź Międzynarodowego Festiwalu Filmowego w Berlinie dla Kevina Costnera za wybitne osiągnięcia (produkcja, reżyseria i główna rola w filmie)

- nominacje do nagrody Brytyjskiej Akademii Sztuk Filmowych i Telewizyjnych w kategoriach: najlepszy film, najlepsza charakteryzacja, najlepsze zdjęcia, najlepszy aktor pierwszoplanowy, najlepszy dźwięk, najlepszy montaż i najlepszy scenariusz adaptowany

- nagroda Amerykańskiej Gildii Reżyserów Filmowych (DGA) w kategorii najlepsze osiągnięcie reżyserskie w filmie fabularnym dla Kevina Costnera

- nagroda Amerykańskiego Stowarzyszenia Montażystów (ACE) w kategorii najlepszy montaż filmu fabularnego dla Neila Travisa

- nagroda Amerykańskiego Stowarzyszenia Operatorów Filmowych (ASC) w kategorii najlepsze zdjęcia do filmu fabularnego dla Deana Semlera

- nominacja do Cezara Francuskiej Akademii Sztuki i Techniki Filmowej w kategorii najlepszy film zagraniczny

## Sequel
The Holy Road, powieściowa kontynuacja Michaela Blake’a, została opublikowana w 2001 roku. Jej akcja rozgrywa się jedenaście lat po wydarzeniach opisanych w Tańczącym z wilkami. John Dunbar nadal jest małżonkiem Wzniesionej Pięści, z którą ma troje dzieci. Ona i dzieci zostają porwani przez grupę białych zwiadowców i Tańczący z wilkami musi ich odbić. Blake od 2007 roku pisał filmową adaptację, choć Kevin Costner nie dołączył jeszcze wtedy do projektu. Ostatecznie odmówił udziału w realizacji. Pojawiały się informacje, iż Viggo Mortensen został zaangażowany w produkcję, jako odtwórca roli Dunbara. W październiku 2016 roku serwis IMDb klasyfikował The Holy Road jako miniserial telewizyjny, wciąż w fazie rozwoju.

## Odniesienia historyczne
Judith A. Boughter napisała: „Problem z podejściem Costnera jest w tym, iż wszyscy Siuksowie są heroiczni, podczas gdy Paunisów przedstawiono jako stereotypowych złoczyńców. Większość przekazów o relacjach Siuksów z Paunisami pokazuje Paunisów jako ofiary silniejszych Siuksów”.
Osoba nosząca nazwisko John Dunbar istniała naprawdę. Pracował jako misjonarz wśród Paunisów w latach 1830–1840 i występował po stronie Indian w sporach z rolnikami i lokalnym agentem ds. Indian. Nie wiadomo, czy to nazwisko zostało wybrane w nawiązaniu do tej realnej postaci.
Fikcyjny porucznik John Dunbar z 1863 roku został poprawnie pokazany jako noszący złotą belkę na swoim naramienniku, wskazującym na jego rangę jako pierwszego porucznika. W latach 1836–1872 stopień ten wskazywała złota belka, zaś po 1872 roku belka srebrna. Podobnie kapitan Cargill został prawidłowo przedstawiony jako noszący parę złotych belek, przynależnych jego randze w tym czasie.
Michael Blake, autor książki i scenariusza, przyznał w wywiadzie, iż postać Wzniesionej Pieści, białej, uprowadzonej kobiety, która poślubia Dunbara, w rzeczywistości opiera się na losach Cynthii Ann Parker, białej dziewczyny, pojmanej przez Komanczów, matki Quanah Parkera.

## Alternatywna wersja
Rok po wydaniu oryginalnej, kinowej wersji, pokazano czterogodzinną wersję w wybranych kinach Londynu. Zatytułowano ją Dances with Wolves: The Special Edition. Zawierała blisko godzinę scen, które usunięto, by oryginalny film nie przekroczył przewidzianych trzech godzin.
W liście do brytyjskich krytyków Costner i producent Jim Wilson wyjaśnili powody opublikowania dłuższej wersji filmu:

Wraz z premierą czterogodzinnej wersji Tańczącego z wilkami, pojawia się naturalne pytanie: po co? Po co dodatkowa godzina do filmu, który wedle powszechnych standardów przesuwa limit metrażu konwencjonalnej produkcji filmowej? Zdecydowaliśmy się na produkcję wersji rozszerzonej z kilku powodów. Przede wszystkim, dodatkowe 52 minuty, które reprezentują tę „nową” wersję, zostały przez nas wcześniej wycięte z wielkim żalem… pokusa przedstawienia ich widowni jest nieodparta. Otrzymaliśmy niezliczone listy od ludzi z całego świata pytających kiedy i czy w ogóle powstanie sequel, zatem uwydatnienie naszego filmu istniejącym materiałem wydawało się logicznym krokiem. Praktycznie każda postać jest bogatsza, od woźnicy Timmonsa po wodza plemiennego, Dziesięć Niedźwiedzi. Produkcja wersji rozszerzonej bynajmniej nie sugeruje, że oryginalna była nieukończona czy niekompletna, raczej stwarza możliwość dla tych, którzy pokochali bohaterów i filmowy spektakl, by doświadczyć więcej każdego z nich. Mamy nadzieję, że wam się spodoba.

Geneza czterogodzinnej wersji została szerzej wyjaśniona w artykule dla „Entertainment Weekly”, który pojawił się zaledwie dziesięć miesięcy po premierze oryginalnego filmu.

Choć to mały ekran służy jako druga szansa dla filmowców, którzy nie potrafią wypuścić swego dziecka (…), Kevin Costner i Jim Wilson, jego producent, mają nadzieję, że ich świeżo ukończony maraton Tańczącego najpierw zdobędzie ekrany kin.
„Spędziłem siedem miesięcy pracując nad nią”, mówi Wilson o wersji rozszerzonej. Jednocześnie broni wersji nagrodzonej Oskarem jako „najlepszego filmu, jaki wtedy mieliśmy”, ale jednocześnie Wilson mówi, że jest „pełen zachwytu” nad wersją przemontowaną. „To zupełnie nowy film”, podkreśla. „Teraz zobaczymy więcej relacji między Kevinem a Wzniesioną Pięścią, więcej z wilkiem, więcej z Indianami – elementów, które są integralną częścią całej historii”.
Oczywiście, dystrybutorzy mogą nie chcieć dłuższej wersji już dobrze zadomowionego w świadomości widzów filmu (…), lecz Wilson pozostaje optymistą. „Nie sądzę, że pora jest najlepsza” – przyznaje – „ale w idealnym momencie mógłby się pojawić, z przerwą w środku, we wszystkich najlepszych salach kinowych Ameryki”. Premiera w formie dwóch wieczornych seansów w telewizji (jak saga Ojca chrzestnego) jest także możliwa. Jednak na razie czterogodzinna wersja Tańczącego pozostaje tancerzem na zamówienie.

Reżyser przyznał później, iż nie pracował nad całością czterogodzinnej wersji.